# Alexander Rüstow
Alexander Rüstow (Wiesbaden, 8 aprile 1885 – Heidelberg, 30 giugno 1963) è stato un economista e sociologo tedesco.

## Biografia
Pronipote di Wilhelm Rüstow, nipote di Cäsar Rüstow e padre di Dankwart Rustow, venne forgiato dall'austera educazione prussiana di suo padre e dal pietismo di sua madre. Ebbe un atteggiamento critico nei confronti della Germania guglielmina e dell'etica protestante. Coniò il termine neoliberismo nel 1938 alla conferenza per il nuovo liberismo, nota come Colloquio Walter Lippmann.
Antesignano e fervido sostenitore dell'economia sociale di mercato e dell'ordoliberalismo, il suo lavoro accademico influenzò sensibilmente le politiche economiche della Germania Ovest durante il periodo di ricostruzione che seguì la seconda guerra mondiale, conosciuto come miracolo economico.
L'opera di Rüstow evidenziava le carenze sistemiche del laissez-faire.
Fu membro del comitato editoriale del Frankfurter Allgemeine Zeitung. 
Come Walter Benjamin, Hans Blüher ed altri apparteneva al cosiddetto Westend Circle.